# Bulbophyllum membranifolium
Bulbophyllum membranifolium là một loài phong lan thuộc chi Bulbophyllum.